# Hub-repülőtér

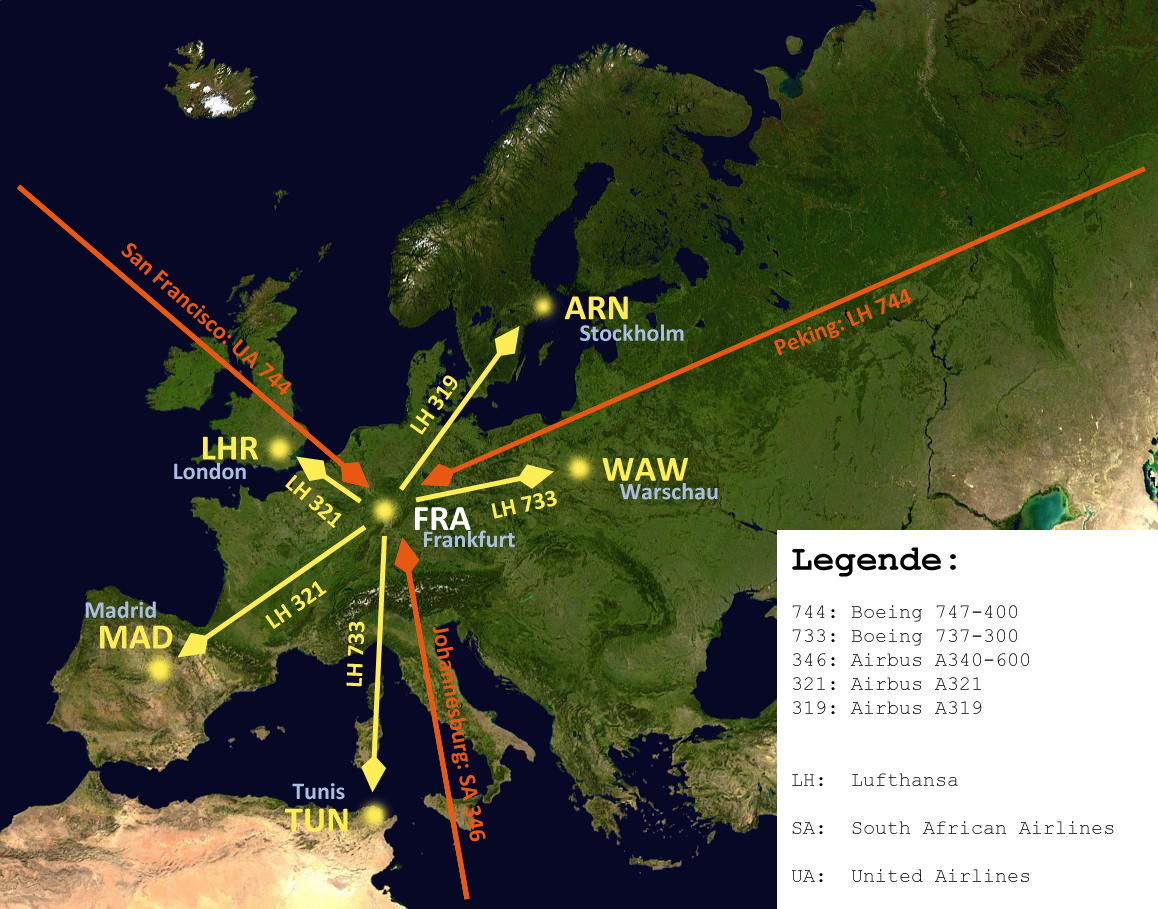
A Lufthansa és a Star Alliance partnerei által üzemeltetett járatok utasai a Lufthansa fő csomópontján, a frankfurti repülőtéren keresztül csatlakozhatnak

A hub-repülőtér olyan repülőtér, amelyet egy vagy több légitársaság használ az utasforgalom és a járataik összpontosítására. A hubok átszállási (vagy megállási) pontokként szolgálnak, hogy segítsék az utasokat végső úti céljukhoz eljutni. Ez a hub-and-spoke rendszer része. Egy légitársaság több, nem hub városból (spoke városokból) üzemeltethet járatokat a hub-repülőtérre, és az ezen városok között utazó utasok a hubon keresztül csatlakoznak. Ez a paradigma méretgazdaságossági előnyöket teremt, amely lehetővé teszi, hogy a légitársaság olyan várospárokat szolgáljon ki (köztes átszállással), amelyeket egyébként gazdaságilag nem lehetne közvetlen járatokkal kiszolgálni. Ez a rendszer ellentétben áll a pont-pont modelllel, ahol nincsenek hubok, és közvetlen járatok indulnak a spoke városok között. A hub-repülőterek emellett kiszolgálják a kiindulási és a célforgalmat is.

## Működése

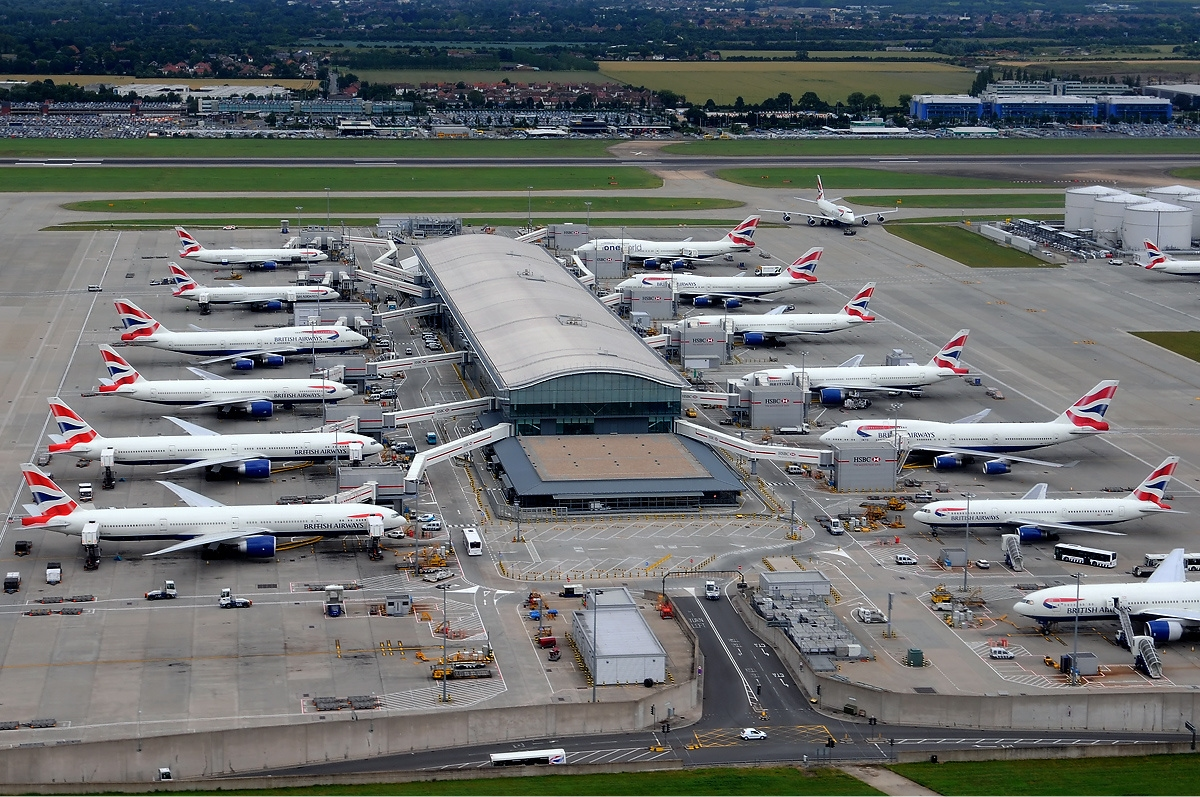
A British Airways elsődleges hubja a londoni London-Heathrow-i repülőtér

A hub-and-spoke rendszer lehetővé teszi, hogy egy légitársaság kevesebb útvonalat üzemeltessen, így kevesebb repülőgépre van szükség. A rendszer növeli az utasok számát is; egy hubról egy spoke-ra induló járat nemcsak a hubból induló utasokat szállítja, hanem több spoke városból indulókat is. Azonban a rendszer költséges. További alkalmazottakra és létesítményekre van szükség az átszálló utasok kiszolgálásához. A különböző népességű és keresletű spoke városok kiszolgálásához többféle repülőgép szükséges, és mindegyik típushoz speciális képzés és felszerelés szükséges. Emellett, ahogy egy légitársaság bővül a hub repülőtereken, kapacitási korlátokkal szembesülhet.
Az utasok számára a hub-and-spoke rendszer egymenetes légiszolgáltatást kínál széles körű úti célokhoz. Ugyanakkor rendszeres átszállásra van szükség a végső úti cél eléréséhez, ami növeli az utazási időt. Emellett a légitársaságok monopolhelyzetbe kerülhetnek hubjaikban (fortress hubs), ami lehetővé teszi számukra, hogy szabadon emeljék a jegyárakat, mivel az utasoknak nincs más választásuk. Az Amerikai Egyesült Államokban a magas belföldi kapcsolódási lehetőségek a repülőtér elhelyezkedésének és a hub dominanciájának köszönhetőek. Az Egyesült Államok 10 legnagyobb megahubját az American Airlines, a Delta Air Lines és az United Airlines uralja, az ország három legnagyobb légitársasága.